# Rue Pierre-Jean-Jouve
La rue Pierre-Jean-Jouve est une voie du 19e arrondissement de Paris, en France.

## Situation et accès
La rue Pierre-Jean-Jouve est une voie située dans le 19e arrondissement de Paris. Elle débute au 23, rue des Ardennes et se termine en impasse.

## Origine du nom

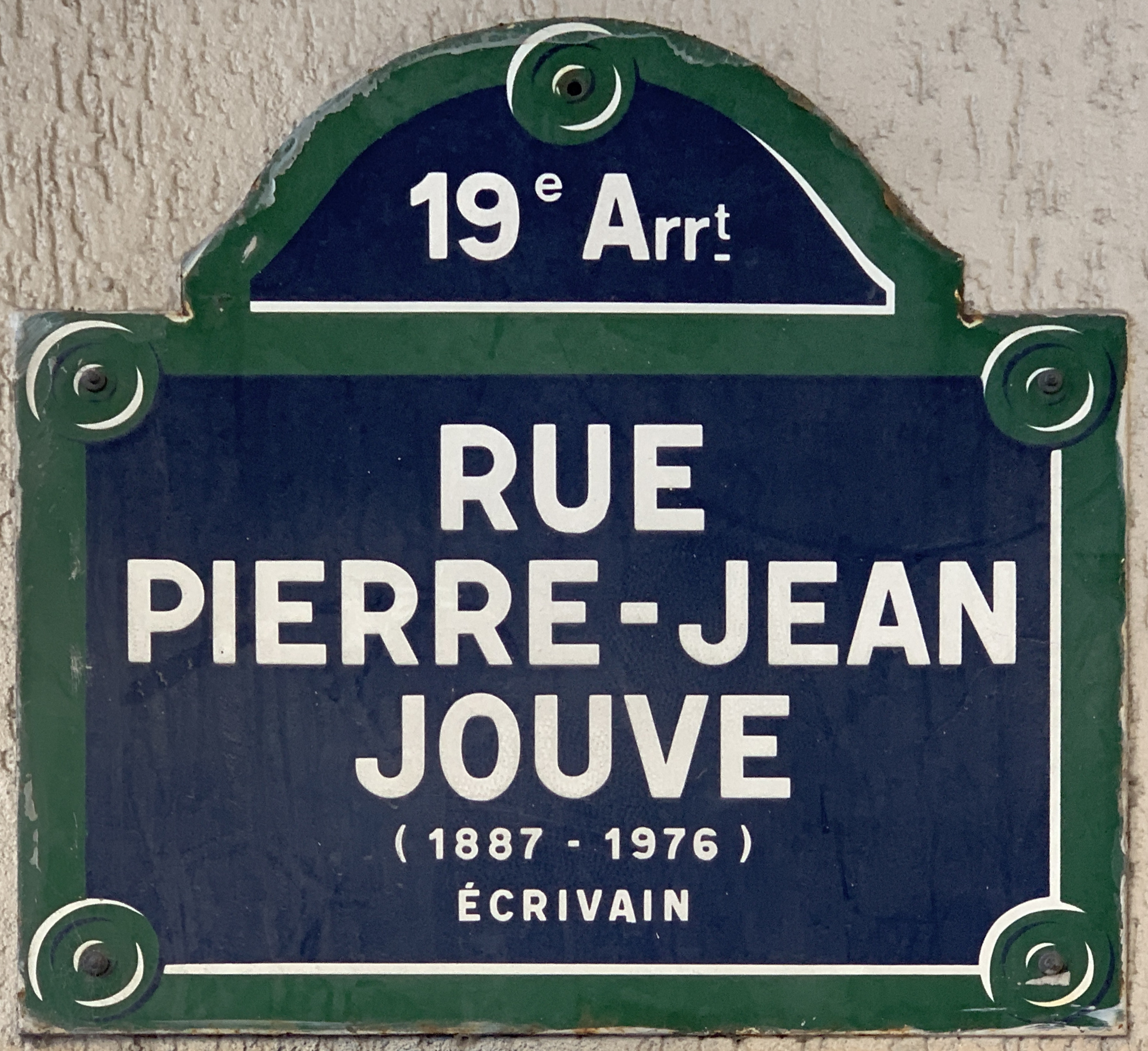
Plaque de la rue.

Elle porte le nom du poète et romancier français Pierre Jean Jouve (1887-1976).

## Historique
La voie est créée sous le nom provisoire de « voie BY/19 » et prend sa dénomination actuelle par un arrêté municipal du 17 novembre 1987. 